# Phoebe canescens
Phoebe canescens är en lagerväxtart som först beskrevs av Carl Ludwig von Blume, och fick sitt nu gällande namn av Friedrich Anton Wilhelm Miquel. Phoebe canescens ingår i släktet Phoebe och familjen lagerväxter. Inga underarter finns listade i Catalogue of Life.